# 300er v. Chr.
Portal Geschichte | Portal Biografien | Aktuelle Ereignisse | Jahreskalender | Tagesartikel

◄ |
1. Jahrtausend v. Chr. |

◄ |
5. Jh. v. Chr. |
4. Jahrhundert v. Chr. |
3. Jh. v. Chr. |
►

◄ | 330er v. Chr. | 320er v. Chr. | 310er v. Chr. | 300er v. Chr. |
290er v. Chr. |
280er v. Chr. |
270er v. Chr. |
►

309 v. Chr. |
308 v. Chr. |
307 v. Chr. |
306 v. Chr. |
305 v. Chr. |
304 v. Chr. |
303 v. Chr. |
302 v. Chr. |
301 v. Chr. |
300 v. Chr.

## Ereignisse
- 307 v. Chr.: Wiederherstellung der attischen Demokratie in Athen durch Demetrios I. Poliorketes.
- 304 v. Chr.: Ende des Zweiten Samnitenkrieges; die Samniten akzeptieren die Vorherrschaft Roms über Kampanien.
- 304 v. Chr.: Der Bau des Koloss von Rhodos beginnt (vermutet), Fertigstellung 292 v. Chr.
- 300 v. Chr.: Zenon von Kition begründet die Stoa, eine Richtung der griechischen Philosophie.
- um 300 v. Chr.: Das afrikanische Reich von Kusch in Nubien bricht zusammen.

## Wissenschaft
- 306 v. Chr.: Epikur gründet eine Schule in Athen.